# Khan Tengri
De Khan Tengri is een bergtop op het drielandenpunt van Kazachstan, Kirgizië en Volksrepubliek China en is, op de Ğeňiš Čokusu na, de hoogste top van het Tiensjangebergte. De berg heeft een bijna perfecte piramidale top en ligt in het zuidoosten van Kazachstan, in het noordoosten van Kirgizië, oostelijk van het Kirgizisch Ysykkölmeer. Het is de hoogste berg van Kazachstan en de op twee na hoogste van berg van Kirgizië.
De geologische hoogte bedraagt 6995 meter. Met de ijskap is de berg evenwel 7010 meter hoog. Die hoogte wordt door alpinisten erkend. De bergtop behoort daarmee tot de zevenduizenders. De berg is een van de vijf te beklimmen zevenduizenders voor het behalen van de Russische Sneeuwpanteronderscheiding.

## Beklimmingen
De eerste succesvolle beklimming gebeurde in 1931 door een sovjetteam onder leiding van Michail Pogrebetski.
In augustus 2013 was de Khan Tengri het doel van een succesvolle Nederlandse expeditie.
Het basiskamp voor de beklimming van de Khan Tengri is hetzelfde als dit voor de Ğeňiš Čokusu. Door de noordelijke ligging is het klimseizoen kort, van half juli tot eind augustus. Ook dan is er risico op grote kou en slechte weersomstandigheden.